# Naela Chohan
Naela Chohan (urdú: نائلہ چوہان) és una artista feminista i l'ambaixadora del Pakistan a l'Argentina, l'Uruguai, el Perú i l'Equador. Ha format part de la junta directiva del Pakistan Film Censor Board, la Corporació d'Ocupació a l'Estranger del Pakistan, i la corporació Inter State Gas System (Pvt). També s'ha involucrat en el desarmament d'armes químiques: fou la primera cap civil de l'Autoritat Nacional sobre la Implementació de la Convenció sobre Armes Químiques al Pakistan. Es llicencià en la Universitat Quaid-e-Azam, el Centre d'Estudis Diplomàtics i Estratègics de París, l'Escola Nacional Superior de Belles Arts francesa, l'Escola del Louvre i l'Escola Kennedy de Govern de la Universitat Harvard.
Ha defensat enfortir els vincles entre el Pakistan i Amèrica Llatina.

## Educació
Naela Chohan té un mestratge en Relacions Internacionals de la Universitat Quaid-e-Azam, i un doctorat en Relacions Internacionals en el Centre d'Estudis Diplomàtics i Estratègics a París. Va dur a terme el Programa de Desenvolupament Executiu (PDE) de la Kennedy School of Government en la Universitat Harvard. És poliglota: domina l'anglés, francés, persa, panjabi, urdú, bengalí i espanyol.(1)
Naela Chohan treballa com a ambaixadora del Pakistan a l'Argentina, l'Uruguai, el Perú i l'Equador. Les seues missions diplomàtiques han inclòs l'Alt Comissionat del Pakistan a Ottawa, la delegació del Pakistan en l'Assemblea General de les Nacions Unides (1987 i 1988), i l'Ambaixada del Pakistan a Teheran (1989-1993) i Kuala Lumpur (1997-2001).(2) 

## Recerca a l'Equador
A l'abril de 2011, l'Ambaixada del Pakistan a l'Argentina va descobrir un pla suposadament elaborat pels Estats Units i altres estats per a arrestar immigrants pakistanesos i transferir-los als Estats Units.
En un informe presentat al govern, l'ambaixadora del Pakistan a l'Argentina Naela Chohan va dir que semblava un intent de difamar pakistanesos. Segons la recerca feta per l'Ambaixada, els pakistanesos detinguts eren colons legals que vivien a l'Equador durant dècades. Els pakistanesos detinguts havien estat maltractats, colpejats i obligats a signar alguns documents, comprometent-se al "retorn voluntari" al seu país. En l'informe, l'ambaixadora del Pakistan es referia a una reunió amb l'ambaixador dels Estats Units a l'Argentina i l'agent especial de Homeland Security, en què es plantejava la qüestió dels 32 pakistanesos detinguts durant una operació conjunta del govern dels Estats Units i l'Equador.

## Integració com a observadora en ALADI
Naela Chohan es va incorporar, amb caràcter d'observadora, al Comité de Representants de l'Associació Llatinoamericana d'Integració. El Pakistan és, després de la Xina (1994), Corea (2004) i el Japó (2004), en el quart estat asiàtic que s'incorpora com a observador en l'ALADI, seguint l'Acord 325 adoptat per aquest Comité. El Pakistan integrarà el grup d'estats d'Europa, Amèrica Central i el Carib que gaudeixen d'un estatus semblant.(5) L'ambaixadora Pérez Mason va expressar la seva confiança que “amb la seua presència en la nostra Associació com a representant observadora de la República Islàmica del Pakistan l'ALADI estrenyerà les relacions amb el seu país i amb la resta del continent asiàtic.”